# Inex
O Inex é um ciclo eclíptico de duração aproximada de 29 anos. O ciclo foi descrito pela primeira vez por Crommelin, em 1901, mas foi nomeado por George van den Bergh, que o estudou meio século mais tarde.
Um Inex tem a duração de 358 luas (mês sinódico) : o que corresponde a aproximadamente 388,5 meses dracônicos ou 30,5 anos eclípticos. Isto significa que se houver um eclipse solar (ou eclipse lunar) e, em seguida, após um Inex uma Lua Nova (respectivamente de Lua Cheia) terá lugar em frente ao nó lunar da órbita da Lua, e nestas circunstâncias pode ocorrer um outro eclipse.
A duração de Inex corresponde a duração de um Saros mais um Tritos.
Um Inex também está próximo (dentro de 70 min.) A um número inteiro de dias (10.571,95) de modo eclipses solares tendem a ter lugar em cerca de longitude geográfica dos mesmos em sucessivas manifestações, embora em frente porque as latitudes geográficas eclipses ocorrem em frente nós. Isto está em contraste com a mais conhecida Saros, que tem um período de cerca de 6.585 + ⅓ dia, de forma sucessiva eclipses solares tendem a ter lugar em cerca de 120 ° de longitude para além do globo (embora, ao mesmo nó e, consequentemente, mais ou menos na mesma latitude geográfica).
Ao contrário do saros, o Inex não está perto de um número inteiro de anomalistic meses de modo sucessivos eclipses não são muito semelhantes em sua aparência e características. Com efeito, ao contrário do saros, não é um Inex série ininterrupta: no início e no final de uma série, eclipses maio deixar de ocorrer. Contudo, uma vez estabelecidos, Inex séries são muito estáveis e correr por muito tempo.
O significado do ciclo Inex não está na previsão, mas na organização dos eclipses: qualquer eclipse ciclo e, na verdade, o intervalo entre cada dois eclipses, pode ser expressa como uma combinação de saros e Inex intervalos. Além disso, quando uma série saros tenha terminado, então muitas vezes um Inex depois do último eclipse do que saros série, o primeiro eclipse de uma nova série saros ocorre. Isto nos próximos-e ex-iting de saros série separadas por um intervalo de 29 anos sugeriu o nome para este ciclo.